# Lancia Flaminia
Lancia Flaminia (Tipo 813/823/824/826) - це розкішний автомобіль, що випускався італійським автовиробником Lancia з 1957 по 1970 рік. Це була флагманська модель Lancia в той час, яка замінила Aurelia. Автомобіль був доступний протягом усього життя як седан, купе та кабріолет. Купе та кабріолет Flaminia виготовлялися кількома престижними італійськими тренерських будівельників. Компанія Pininfarina виготовила чотири Lancia Flaminia 335 Pininfarina Cabriolet Landaulet для президента Італії.
Цей автомобіль знаходиться на вершині лінійки Lancia. Flaminia залишиться символом розкішного італійського автомобіля та репрезентацією післявоєнного виробництва Lancia, місця, яке сьогодні займає Maserati Quattroporte.
За 13 років було продано 12 633 автомобілів.

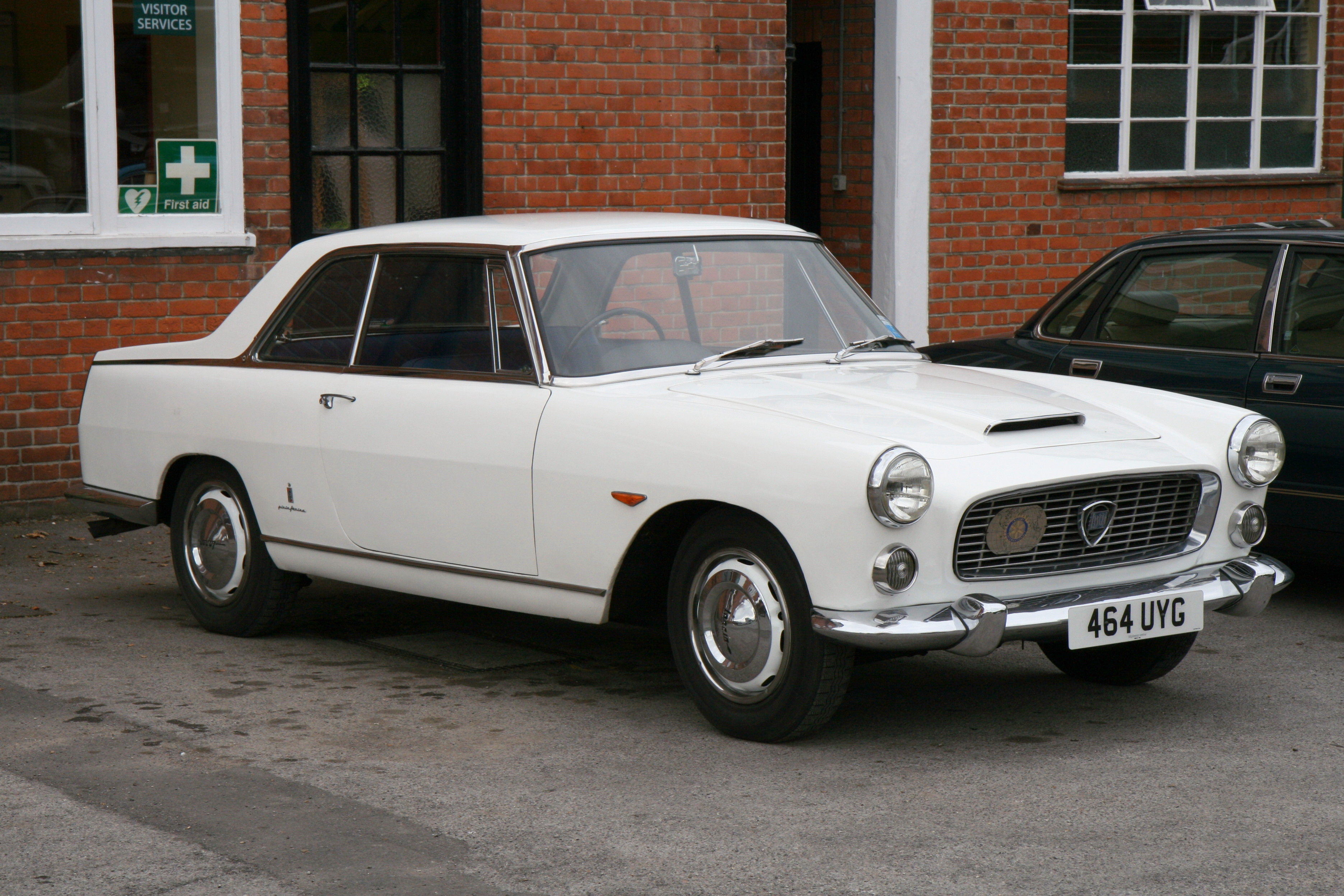
Lancia Flaminia 2500 Coupé
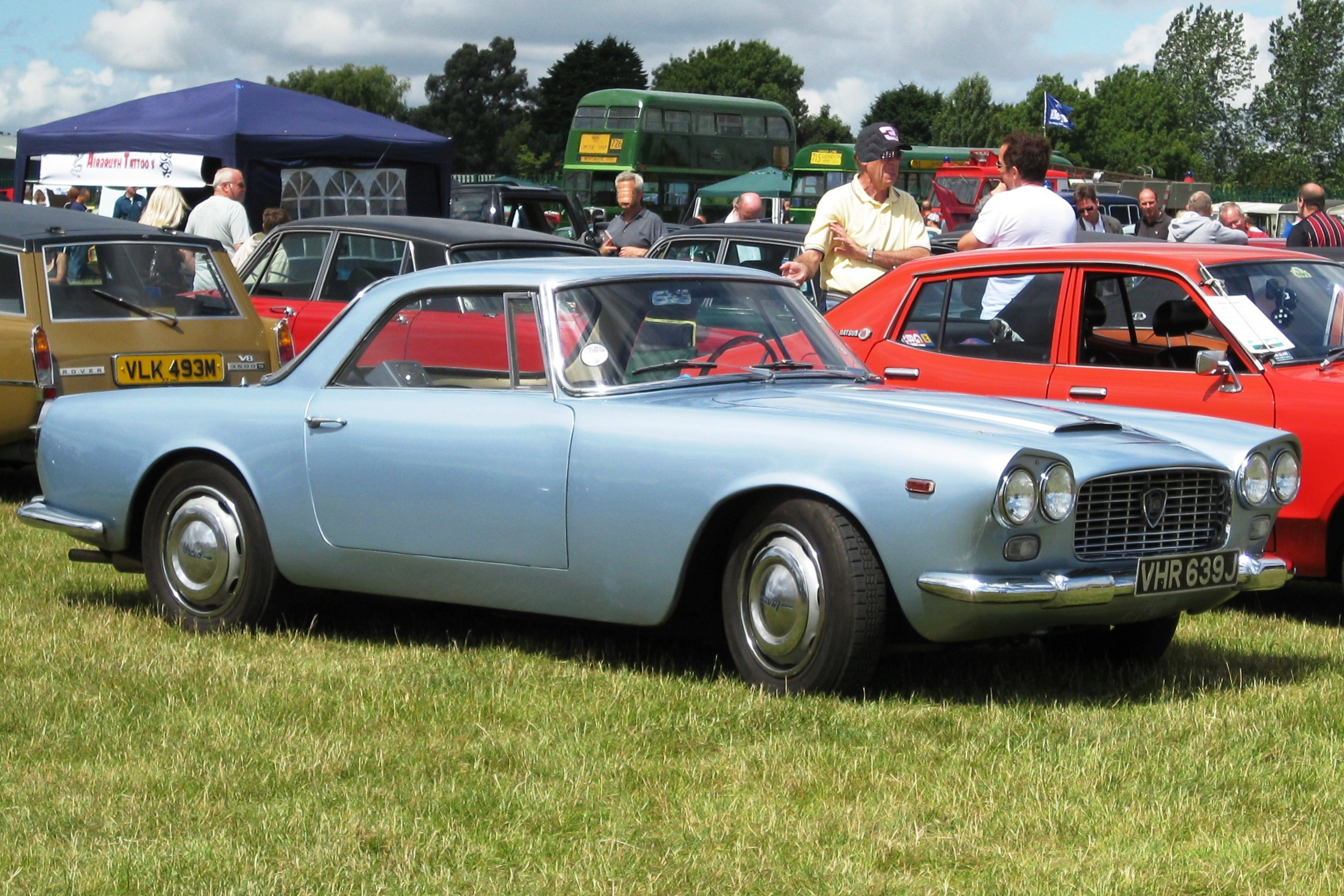
Lancia Flaminia Granturismo
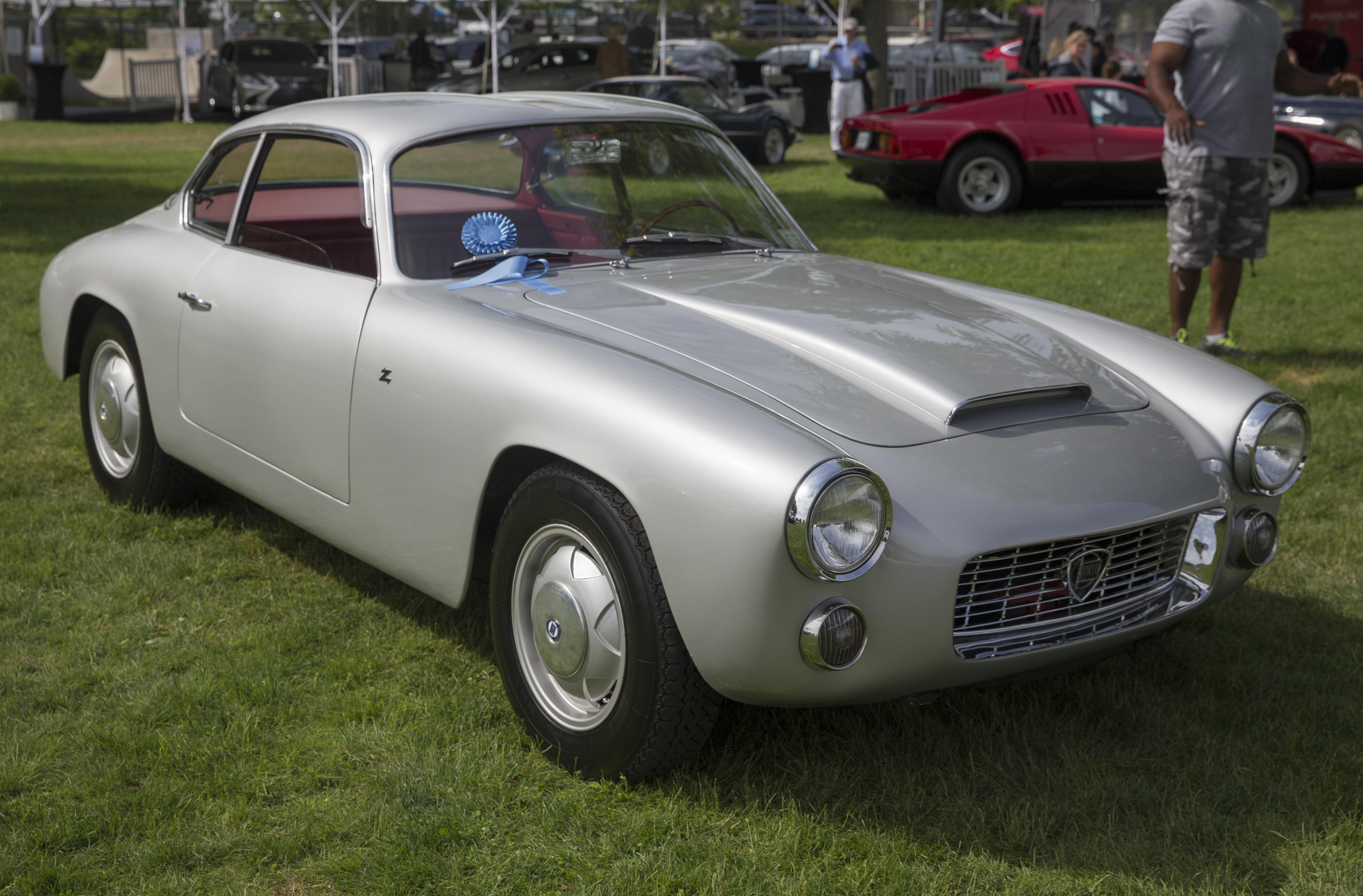
Lancia Flaminia Sport Zagato
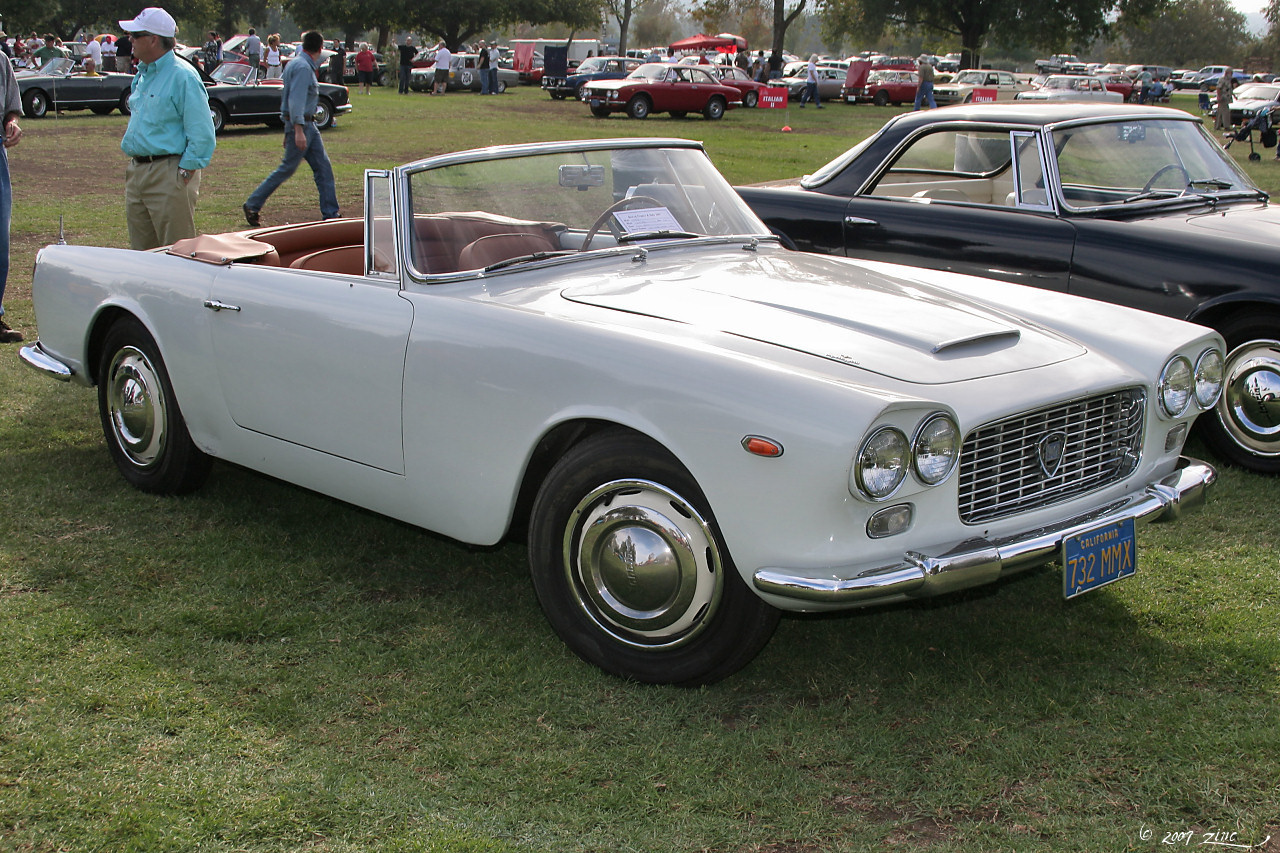
Lancia Flaminia Convertible
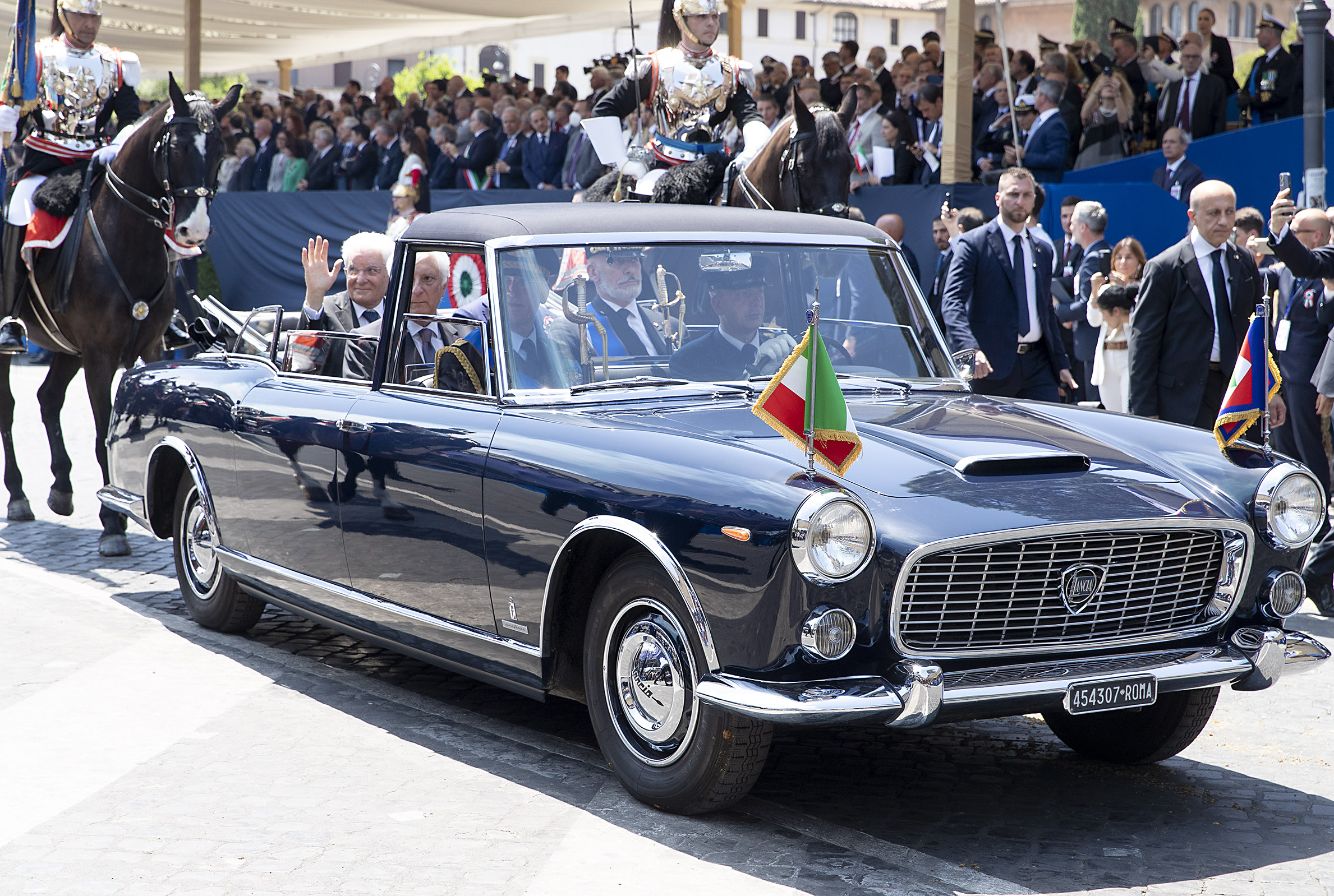
Lancia Flaminia 335 Pininfarina Cabriolet Landaulet

## Двигуни
- 2.5 L Lancia V6 100-140 к.с.
- 2.8 L Lancia V6 129-150 к.с.